# Ramiro Barragán Adame
Ramiro Barragán Adame (Nobsa, 1969) es un político colombiano. Se desempeñó como gobernador del departamento de Boyacá entre 2020-2023.

## Biografía
Nació en Nobsa, Boyacá. Estudió Administración Pública en la Escuela Superior de Administración Pública, en Bogotá; así mismo, posee una especialización en Gestión de entidades territoriales y en derecho administrativo de la Universidad Externado de Colombia. También cursó una Maestría en Responsabilidad Social y Sostenibilidad.
Comenzó trabajando como Jefe de la Oficina de Planeación de la Gobernación de Casanare entre 1995 y 1996, para después trabajar para la Contraloría General de Boyacá en 1997, a lo que le siguió su trabajo como secretario general de la Alcaldía de Aguazul entre 1998 y 2000; entre 2002 y 2014 fue asesor del Senado de la República, entre 2011 y 2015 trabajó para la Universidad Pedagógica y Tecnológica de Colombia, sede Duitama, y funcionario de la Gobernación de Boyacá entre 2017 y 2018.
En 2004, tras varios intentos infructuosos, se convirtió en Alcalde de su población natal, para el período 2004-2007. Durante su mandato Nobsa se convirtió en el primer municipio en eficiencia fiscal en Colombia durante dos años consecutivos, además de obtener el Premio Nacional de Alta Gerencia por sus programas sociales. También fue distinguido por la Federación Latinoamericana de Ciudades, Municipios y Asociaciones Municipalistas. En las elecciones legislativas de Colombia de 2010 fue candidato al Senado de la República por el partido Compromiso Ciudadano por Colombia, sin éxito. Entre 2012 y 2015 repitió como Alcalde de Nobsa, y en 2017 fue Jefe de Gabinete en el 2017 de la Gobernación de Carlos Andrés Amaya.
En junio de 2019 fue elegido como candidato del Partido Alianza Verde a la Gobernación de Boyacá. En las elecciones regionales de Colombia de 2019, celebradas el 27 de octubre de ese año, resultó elegido como Gobernador de Boyacá a nombre de la Coalición Gran Alianza por Boyacá, conformada por el Partido Verde y el Partido Liberal, con 395.561 votos, equivalentes al 60,51% del total. Fue apoyado por el saliente Gobernador Carlos Andrés Amaya. En su campaña defendió el «neoestructuralismo latinoamericano».
Actualmente se investiga a funcionarios de la gobernación por presuntamente realizar proselitismo político a su favor en las elecciones de 2019. También fue demandado por estar presuntamente inhabilitado al momento de inscribirse como candidato.